# Zbiór danych osobowych
Zbiór danych osobowych – termin prawniczy, który w prawie polskim został zdefiniowany w nieobowiązującej już ustawie z dnia 29 sierpnia 1997 roku o ochronie danych osobowych (ustawodawca posłużył się określeniem zbiór danych). Oznaczał każdy posiadający strukturę zestaw danych o charakterze osobowym, dostępnym według określonych kryteriów, niezależnie od tego, czy zestaw ten był rozproszony lub podzielony funkcjonalnie.
Przykładem zbioru danych osobowych mógł być rejestr pacjentów przychodni lekarskiej, ewidencja podatników.
Zbiór danych powinien być zgłoszony przez administratora danych osobowych do rejestru zbiorów prowadzonego przez Generalnego Inspektora Ochrony Danych Osobowych przed rozpoczęciem przetwarzania danych w zbiorze.
Z obowiązku rejestracji zbiorów danych zwolnieni byli administratorzy danych:
- objętych tajemnicą państwową ze względu na obronność lub bezpieczeństwo państwa, ochronę życia i zdrowia ludzi, mienia lub bezpieczeństwa i porządku publicznego,
- które zostały uzyskane w wyniku czynności operacyjno-rozpoznawczych przez funkcjonariuszy organów uprawnionych do tych czynności,
- przetwarzanych przez właściwe organy dla potrzeb postępowania sądowego oraz na podstawie przepisów o Krajowym Rejestrze Karnym,
- przetwarzanych przez Generalnego Inspektora Informacji Finansowej,
- dotyczących osób należących do kościoła lub innego związku wyznaniowego, o uregulowanej sytuacji prawnej, przetwarzanych na potrzeby tego kościoła lub związku wyznaniowego,
- przetwarzanych w związku z zatrudnieniem u nich, świadczeniem im usług na podstawie umów cywilnoprawnych, a także dotyczących osób u nich zrzeszonych lub uczących się,
- dotyczących osób korzystających z ich usług medycznych, obsługi notarialnej, adwokackiej, radcy prawnego, rzecznika patentowego, doradcy podatkowego lub biegłego rewidenta,
- tworzonych na podstawie przepisów dotyczących wyborów do Sejmu, Senatu, Parlamentu Europejskiego, rad gmin, rad powiatów i sejmików województw, wyborów na urząd Prezydenta Rzeczypospolitej Polskiej, na wójta, burmistrza, prezydenta miasta oraz dotyczących referendum ogólnokrajowego i referendum lokalnego,
- dotyczących osób pozbawionych wolności na podstawie ustawy, w zakresie niezbędnym do wykonania tymczasowego aresztowania lub kary pozbawienia wolności,
- przetwarzanych wyłącznie w celu wystawienia faktury, rachunku lub prowadzenia sprawozdawczości finansowej,
- powszechnie dostępnych,
- przetwarzanych w celu przygotowania rozprawy wymaganej do uzyskania dyplomu ukończenia szkoły wyższej lub stopnia naukowego,
- przetwarzanych w zakresie drobnych bieżących spraw życia codziennego.

Zgłoszenia zbioru danych osobowych dokonywało się na specjalnym formularzu, którego wzór był określony przez Rozporządzenie Ministra Spraw Wewnętrznych i Administracji z dnia 29 kwietnia 2004 r. w sprawie wzoru zgłoszenia zbioru danych do rejestracji Generalnemu Inspektorowi Ochrony Danych Osobowych. Sam wpis zbioru do rejestru był czynnością materialno-techniczną. Generalny Inspektor mógł odmówić rejestracji zbioru danych w formie decyzji administracyjnej w ściśle określonych przypadkach (art. 44 ustawy). Odmowa rejestracji nie wykluczała możliwości złożenia ponownego wniosku o rejestrację zbioru po usunięciu wad, które były powodem odmowy. Po zarejestrowaniu zbioru Generalny Inspektor Ochrony Danych Osobowych wydawał zaświadczenie o zarejestrowaniu zbioru tylko w przypadku, gdy w zbiorze miały być przetwarzane dane wrażliwe. Ponadto zaświadczenia o zarejestrowaniu zbioru wydawano na każde żądanie administratora tego zbioru.
 Zapoznaj się z zastrzeżeniami dotyczącymi pojęć prawnych w Wikipedii.